# Alcaligenes
Alcaligenes ist eine Gattung gramnegativer Bakterien.

## Eigenschaften
Alcaligenes-Bakterien sind stäbchen- bis kugelförmig (Kokken) mit Abmessungen von 0,5 bis 0,6 mal 0,5 bis 2,6 µm. Sie treten meist einzeln auf. Sie sind peritrich begeißelt und weisen ein bis vier Flagellen auf, die allerdings auch zurückgebildet sein können. Überdauerungsstadien sind nicht bekannt.

## Stoffwechsel und Wachstum
Die meisten Arten sind obligat aerob (auf Sauerstoff angewiesen), einige können auch ohne Sauerstoff gedeihen. Sie sind chemoorganotroph und führen eine Atmung mit Sauerstoff als Elektronenakzeptor durch. Alcaligenes eutrophus kann auch unter mikroaeroben Bedingungen, also unter geringen Sauerstoffgehalt, eine Fermentation zur Energiegewinnung anwenden. Hierbei werden typische Fermentationsprodukte wie Lactat, 2,3-Butandiol, Ethanol, Acetat oder Succinat gebildet. In diesen Zellen wurde das Vorhandensein von für die Fermentation typischen Dehydrogenasen für  Laktat, 2,3-Butandiol und Ethanol nachgewiesen. Diese Enzyme sind unter normalen  Sauerstoffgehalt nicht vorhanden.
Einige Stämme können auch in Abwesenheit von Sauerstoff Nitrit oder Nitrat als Elektronenakzeptor verwenden. Die früher hier geführte Art Alcaligenes latus zeigt auch chemolithotrophes Wachstum. Diese Art wurde 2005 zu der Gattung Azohydromonas gestellt. Die meisten Stämme benötigen keinen organischen Stickstoff, Luftstickstoff wird nicht reduziert. Casein, Gelatine, Cellulose, Chitin und Agar werden nicht hydrolysiert. Der Oxidase-Test und der Katalase-Test verlaufen positiv. Der GC-Gehalt der DNA liegt bei 58 bis 70 %. Das Wuchsoptimum liegt bei Temperaturen zwischen 20 und 37 °C.

## Ökologie
Sie kommen in Gewässern und Böden vor, einige Arten auch im Verdauungstrakt von Wirbeltieren. Gelegentlich treten sie als opportunistische Erreger von Erkrankungen beim Menschen auf.

## Nutzen für den Menschen
Alcaligenes-Arten wurden für die industrielle Herstellung von Nicht-Standard-Aminosäuren verwendet.

## Systematik
Die erstbeschriebene Art (Typusart) ist Alcaligenes  faecalis. Es folgt eine Liste einiger Arten (Stand November 2022):
- Alcaligenes aquatilis Van Trappen et al. 2005
- Alcaligenes faecalis Castellani & Chalmers 1919 emend. Rehfuss & Urban 2005
- Alcaligenes pakistanensis Abbas et al. 2016